# Rectory Road (stacja kolejowa)
Rectory Road – stacja kolejowa w Londynie, w dzielnicy Hackney. Stacja obsługiwana jest przez brytyjskiego przewoźnika kolejowego National Express East Anglia. W systemie londyńskiej komunikacji miejskiej, należy do drugiej strefy biletowej. Posiada połączenia kolejowe z London Liverpool Street, Cheshunt oraz Enfield, w północnym Londynie.